# MV Magic Seas
Le MV Magic Seas est un vraquier battant pavillon du Libéria, géré par la Grèce. Le 6 juillet 2025, le navire est attaqué et coulé par les Houthis dans le contexte de crise en mer Rouge alors qu'il transporte une cargaison d'engrais et d'acier. Il est le troisième navire coulé par une attaque des Houthis depuis le début de la crise en octobre 2023.

## Caractéristiques
Le Magic Seas est un vraquier construit en 2016 par DAYANG Shipbuilding à Yangzhou, en Chine. Alors sous pavillon libérien, le navire de 35 812 tonneaux est baptisé Yangzhou Dayang DY40. 
Le navire est géré par Paragon Shipping d'Athènes, en Grèce. La flotte de l'entreprise se compose de six vraquiers et est spécialisée dans le transport de marchandises sèches en vrac.

## Attaque et naufrage en mer Rouge
Les Houthis contrôlent une grande partie du nord-ouest du Yémen depuis 2014, dans un contexte de la guerre civile yéménite. Les Houthis prétendent agir en soutien aux Palestiniens dans la guerre de Gaza en ciblant uniquement les navires liés à Israël, aux États-Unis ou au Royaume-Uni. L'attaque contre le Magic Seas survient après l'accord de cessez-le-feu entre les États-Unis et les Houthis, ceux-ci continuant leurs attaques uniquement contre les navires liés à Israël. Elle est menée en réponse aux bombardements israélien contre trois ports yéménites, ainsi que le navire marchand Galaxy Leader, que les Houthis ont saisi en novembre 2023. Ce fut l'une de leurs premières attaques contre la navigation commerciale dans la mer Rouge.
Le Magic Seas transporte des engrais et de l'acier de la Chine vers la Turquie. Le 6 juillet 2025, alors qu'il navigue dans la mer Rouge en direction du canal de Suez, les Houthis contactent le navire sur le canal radio VHF 16. Il s'agit du canal d'urgence habituel en mer. L'équipage refuse de répondre aux Houthis leur demandant de stopper le navire. Ceux-ci lancent alors un assaut soutenu de quatre heures, impliquant des tirs d'armes à feu, des grenades, des drones et des missiles depuis des skiffs. Selon le Bureau de surveillance du commerce maritime du Royaume-Uni (UKMTO) et la société de sécurité privée Ambrey, des roquettes sont également utilisées. L'attaque a lieu à environ 51 milles nautiques au sud-ouest du port yéménite de Hodeidah, dans un couloir de navigation vital de la mer Rouge.
L'équipage signale des incendies à l'avant du navire et dans la salle des machines et qu'au moins deux cales sont inondées. L'électricité est coupé. Les heures suivantes, l'équipage quittent le navire, les Houthis montent à bord et placent des explosifs à trois endroits avant de les faire exploser à distance. Le navire sombre ensuite lentement à 100 km au sud-ouest d'Al-Hodeïda.
Les Houthis utilisent la vidéo du raid et du naufrage à des fins de propagande. Ils déclarent avoir attaqué le cargo avec « deux navires sans pilote, cinq missiles balistiques et de croisière et trois drones ».
Selon l'UKMTO, l'équipage du Magic Seas est sain et sauf après avoir été secouru par un navire marchand à proximité. Mais d'après Reuters, six des 22 membres de l'équipage sont aux mains de l'organisation armée yéménite. 
Le lendemain, les Houthis attaquent et coulent l'Eternity C, provoquant la mort d'au moins 4 marins.